# Christopher Jenner
Chris Jenner, né Christopher Alan Jenner, le 3 novembre 1974 à Upper Hutt dans la région de Wellington en Nouvelle-Zélande, est un ancien coureur cycliste qui a obtenu la nationalité française en juin 2000. Professionnel de 1998 à 2003 au sein de l'équipe française Crédit agricole, il compte six victoires à son palmarès.

## Biographie
Christopher Jenner court en France en amateur au sein de l'US Montauban Cyclisme 82. Il conseillera ce club plus tard à son jeune compatriote Scott Lyttle.
Vainqueur de deux manches de la Coupe de France des clubs en 1997 (Circuit des Deux Provinces et Tarbes-Sauveterre), Chris Jenner est alors considéré comme la grande révélation de l'année dans les rangs amateurs en France. Il intègre l'équipe Gan en fin de saison. Il passe professionnel en 1998 dans cette équipe, qui prend le nom de Crédit agricole. Il y reste jusqu'en 2003.
Après avoir signé avec une équipe américaine qui ne voit pas le jour en 2004, il met fin à sa carrière de coureur en octobre 2004. Il devient ensuite directeur sportif de l'équipe de Nouvelle-Zélande des moins de 25 ans pour son calendrier européen,.

## Palmarès

### Palmarès amateur
| - 1994 - 2e du Tour de la Creuse - 1995 - 4e étape du Tour du Loir-et-Cher - 3e du Grand Prix Gilbert-Bousquet - 1996 - Souvenir Hugues-Frosini - Boucles de Saint-Mont - 3e étape du Tour de la Dordogne - Grand Prix de Montauban - 2e du Grand Prix des Fêtes de Cénac-et-Saint-Julien - 2e du Tour du Cubzaguais - 2e du Tour de la Creuse - 2e de la Ronde du Chasselas - 3e du Grand Prix de la ville de Buxerolles - 3e de la Ronde du Cognac - 3e du Grand Prix Cristal Energie | - 1997 - Grand Prix d'ouverture Pierre Pinel - Grand Prix de la ville de Buxerolles - Ronde du Cognac - Circuit des Deux Provinces - Tarbes-Sauveterre - 2e de la Ronde de l'Isard - 3e de Bordeaux-Saintes - 3e de Redon-Redon - 3e du Grand Prix de Cours-la-Ville |  |

### Palmarès professionnel
| - 1999 - 5e étape du Tour de l'Ain - 7e étape du Tour de l'Avenir - 2e du Tour de l'Ain - 3e du Trophée des grimpeurs - 2001 - 5e étape du Tour de France (contre-la-montre par équipes) - Tour de Wellington : - Classement général - 1re et 4e étapes | - 2002 - Boucles de l'Aulne |  |

## Résultat sur le Tour de France
1 participation 
- 2001 : 139e, vainqueur de la 5e étape (contre-la-montre par équipes)